# Valhalla, Helsingborg
Valhalla var en stadsdel med arbetarbostäder i södra Helsingborg, som revs på 1950- och 1960-talen. 
Valhalla låg söder om Planteringen, mellan Högasten och Råå, längs de nuvarande gatorna Valhallagatan, Torpgatan och Odengatan, västerut från Planteringsvägen, över Industrigatan och ut mot dåvarande strandkanten. Stadsdelen hade 157 hus och drygt 1.500 invånare. Husen byggdes från tidigt 1900-tal som bostäder för arbetarna på närbelägna Helsingborgs kopparverk AB, som var en sidoanläggning till Skånska superfosfat- och svavelsyrefabriken. Båda företagen hade grundats av Nils Persson 1875 respektive 1886.
Närheten till Kopparverket var besvärande, genom att röken var farlig och ledde till nedfall av rött damm. Stadsdelen bedömdes på 1940-talet som hälsovådlig att bo i, vilket bidrog till att den revs på 1950- och 1960-talen. Fem hus finns kvar idag och ingår numera i delområdet Högasten.
Den försvunna stadsdelens historia uppmärksammades på 2010-talet genom projektet "Vi älskar Valhalla", som 2019 belönades med Helsingborg stads utmärkelse till minne av Gisela och Oscar Trapp. Föreningen skapade bland annat en trämodell av stadsdelen som ställdes ut på Råå museum för fiske och sjöfart och senare en modell gjuten i brons som monterats på en byggnadsfasad vid hörnet av Planteringsvägen och Väktaregatan.

## Bildgalleri

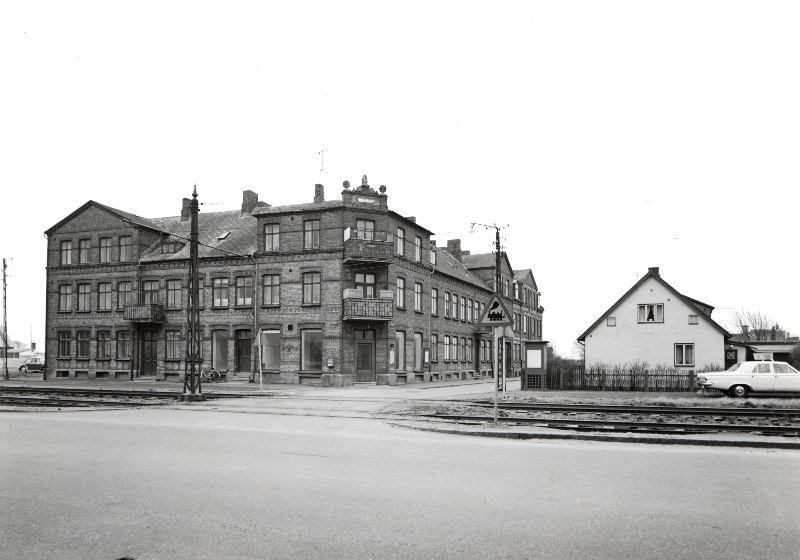
Hörnet Industrigatan-Valhallagatan.
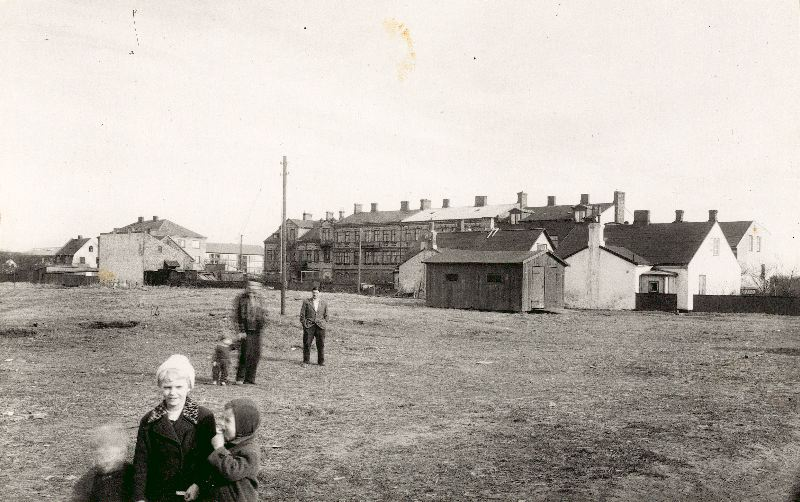
Kvarteret Påfågeln med Torpgatan i bakgrunden.
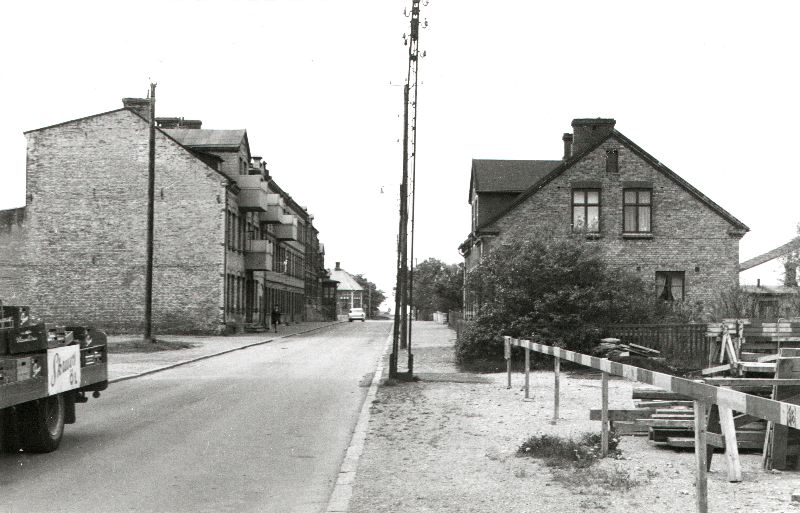
Torpgatan.